# Riparazione per escissione di basi
Nell'ambito della biologia cellulare, il sistema di riparazione per escissione di basi (noto anche come "BER", dall'inglese base excision repair) è un sistema di riparazione di danni del DNA occorso a singole basi. 
Il sistema BER è in grado di riparare errori avvenuti durante il processo replicativo, o più spesso le basi anomale formatesi per tautomerizzazione, deaminazione o alchilazione, processi che avvengono spontaneamente e che possono essere causa di mutazioni alla sequenza nucleotidica se non riparate per tempo.
In particolare il sistema di riparazione per escissione di basi si serve di specifiche DNA glicosilasi, enzimi che agiscono solo su substrati riconosciuti. 
In generale, la BER è in grado di riparare non più di 10 basi contigue. Nei casi di danni maggiormente estesi, intervengono meccanismi di riparazione analoghi, come la riparazione per escissione nucleotidica.

## Lesioni riparate da "BER"
Le più comuni lesioni sulle quali agisce la riparazione per escissione di basi sono eventi di mutazione spontanea, quali la deaminazione, l'alchilazione e l'ossidazione delle basi.
Queste basi possono seguire regole di appaiamento anomale non Watson-Crick e quindi provocare cambiamenti nella sequenza nucleotidica nel prossimo ciclo di replicazione. Ad esempio, a seguito di alchilazione, che normalmente colpisce la guanina, formando la O-6-alchilguanina, quest'ultima può andarsi ad appaiare con la timina in maniera anomala, causando nei prossimi cicli replicativi, una transizione GC-->AT. 

## Meccanismo di riparazione
Il meccanismo di riparazione per escissione di basi vede coinvolte alcuni enzimi importanti, che cooperano per le reversione del danno.
1) Innanzitutto gli enzimi principali sono le DNA glicosilasi, che essendo specifiche per ogni base (come ad esempio la uracil-glicosilasi), riconoscono facilmente le basi anomale. Il lavoro di questi enzimi è quello di scindere il legame N-glicosidico tra una base e lo zucchero, tuttavia esiste anche un'altra classe di glicosilasi, dette bifunzionali, che non necessitano dell'intervento successivo delle endonucleasi AP. 
Tornando alle DNA glicosilasi, esse quindi promuovono il distacco della base dal filamento, lasciando così dei cosiddetti siti abasici.
2) Il passaggio successivo è mediato da enzimi della classe delle endonucleasi, dette endonucleasi AP, le quali tagliano alle due estremità del danno lo scheletro zucchero-fosfato.
3) L'intervento delle nucleasi garantisce una corretta rimozione dei residui di zucchero-fosfato, lasciando così libero il sito del danno, che viene poi colmato dalla DNA polimerasi I, la quale sintetizza il tratto eliminato precedentemente, usando come stampo il filamento integro complementare e garantendo quindi la fedeltà della sequenza.
L'ultimo passaggio è effettuato dalla DNA ligasi che salda il tratto neosintetizzato al resto del filamento.